# Drumettaz-Clarafond
Drumettaz-Clarafond là một xã thuộc tỉnh Savoie trong vùng Auvergne-Rhône-Alpes ở đông nam nước Pháp.